# Hieronymus Wolf
Hieronymus Wolf (13. srpna 1516, Oettingen – 8. října 1580, Augsburg) byl německý historik a humanista 16. století. Známým se stal svým dílem Corpus Historiae Byzantinae (Soubor byzantských dějin), jež se posléze stalo základem pro studium středověké řecké historie.

## Život a dílo
Hieronymus Wolf se narodil v německém Oettingenu. Již v mladém věku (zejména po smrti své matky) projevoval zájem o filozofii a historii.
Jako žáku Philippa Melanchthona se mu dostalo vzdělání v duchu ideálů nastupujícího humanistického hnutí. Věnoval se studiu řeckých a latinských děl a v roce 1537 se mu podařilo získat místo tajemníka a knihovníka v nově založené veřejné knihovně v Augsburgu. Zde měl možnost studovat a přeložit řadu děl antických a středověkých řeckých autorů a zpřístupnit je tak německým badatelům. Získal si pověst znalce Isocrata. První studii o něm zveřejnil v roce 1551 v Paříži.
Augsburská knihovna si získala proslulost díky kvalitě svých fondů, zejména pak díky stovce řeckých rukopisů převezených sem z Benátek. Pod vedením Hieronyma Wolfa a jeho následovníků se stala významným badatelským centrem.
V roce 1557 vydal Wolf své známé dílo Corpus Historiae Byzantinae, což byla spíš sbírka byzantských pramenů než skutečné komplexní dějiny, nicméně Corpus měl nesmírný význam pro studium středověkých řeckých dějin.

## Přínos
Až do Wolfovy doby v podstatě neexistoval rozdíl mezi studiem starověkých a středověkých řeckých děl. Zájem o antické autory pak povětšinou zastiňoval autory středověké. Wolfův netradiční přístup spočíval ve skutečnosti, že se soustředil především na středověkou řeckou historii. Dílem Corpus Historiae Byzantinae položil
základy pro soustavné studium středověkých řeckých dějin.
Počátkem 17. století dal francouzský král Ludvík XIV. popud ke shromažďování byzantských děl a povolal k tomuto účelu několik renomovaných učenců z celého světa. Při své práci, jejímž výsledkem byl 34svazkový Corpus Historiae Byzantinae, úctyhodné dílo, v němž byly porovnávány řecké texty s jejich latinskými překlady, vycházeli právě ze stejnojmenného Wolfova díla.